# Friedhöfe bei Salut
Die Friedhöfe bei Salut in Oman datieren in die ältere und mittlere Bronzezeit (Wadi-Suq-Kultur, von etwa 2000 bis 1600 v. Chr.). Die Ausgrabungsstätte liegt im Nordwesten der modernen Stadt Bisya, rund 35 Kilometer Luftlinie südwestlich von Nizwa in Oman. Die Ausgrabungen in der Region werden von einem italienischen Team, der Italian Mission to Oman (IMTO), durchgeführt.
Die italienischen Untersuchungen in der Region finden seit 2004 statt. Gräber der Bronzezeit wurden ab 2011 beim Gebel Salut gefunden in einem Fundort, der als JS4 (Jebel Salut 4) bezeichnet wird. Die bisher ausgegrabenen Grabanlagen bestehen aus Schächten, die in den Felsen gehauen sind. Die Schächte sind mit Steinen ausgekleidet. Es gibt in der Regel einen runden Oberbau, der auch aus Steinen errichtet ist. Die Gräber fanden sich in der Regel stark beraubt, doch lassen die wenigen Funde keinen Zweifel an der Datierung in die mittlere Bronzezeit. Eine Gruppe von sechs Grabanlagen fand sich am Gebel Salut. Nur das Grab mit der modernen Bezeichnung JS4_G5 hatte keinen Oberbau. Grab JS4_1 fand sich beraubt und enthielt nur ein zerbrochenes Steingefäß. Grab JS4_2 war nur schlecht erhalten und enthielt keine Beigaben. Grab JS43 enthielt noch die Reste eines roten Gefäßes und einige Knochen, die jedoch sehr zerfallen waren und nicht geborgen werden konnten. Im Grab fanden sich auch Perlen aus Karneol und Muschel. Eine Perle war aus Kupfer gearbeitet. Grab JS4_4 fällt durch seine große unterirdische Kammer auf, die eine Art C bildet. Scherben fanden sich vor allem im Oberbau. wo sich auch ein Gefäß fand, das in die Eisenzeit, also ins erste Jahrtausend v. Chr. datiert werden kann. Etwas entfernt von dieser Gruppe von Grabanlagen fand sich bei der Stelle, die als Husn Salut bezeichnet wird ein Grab (G13) mit einem rechteckigen Oberbau. Es fanden sich zwei Steingefäße, wie sie typisch für die ältere Bronzezeit sind und das Grab um 2700 bis 2000 v. Chr. datieren. Eine vergleichbare Grabanlage mit zwei rechteckigen Steinkisten erhielt die Bezeichnung GP00. Das Grab ist eventuell zeitgleich mit der andern Anlage, enthielt aber keinerlei Funde.
Weitere Gräber fanden sich in der Ebene etwa 300 Meter östlich der antiken Ruinenstätte Salut. Die Grabanlagen datieren um 200 v. Chr. bis 100 n. Chr. Auch sie fanden sich stark beraubt und enthielten keinerlei menschliche Überreste. Als Beigaben fand sich vor allem lokal produzierte Keramik, aber auch Importfunde, darunter eine römische Glasschale und parthische Keramik.